# Jennifer Rubin
Pour les articles homonymes, voir Rubin.
Jennifer Rubin, née le 3 avril 1962 à Phoenix, (Arizona, États-Unis), est une actrice et productrice américaine.

## Biographie
Jennifer Rubin poursuit ses études à l'université d'Arizona. Elle défile pour Calvin Klein. Elle est repérée par l'agence Ford dont elle est le « mannequin de l'année » en 1984[réf. souhaitée].
Jennifer Rubin a fait de la natation à un niveau de compétition.

### Vie privée
Elle a été mariée à Elias Koteas de 1987 à 1990, puis divorce.

## Filmographie
Sauf indication contraire, les informations mentionnées dans cette section peuvent être confirmées par la base de données cinématographiques IMDb,  présente dans la section « Liens externes ».

### Actrice

#### Cinéma
- 1987 : Les Griffes du cauchemar (A Nightmare on Elm Street 3: Dream Warriors) de Chuck Russell : Taryn White
- 1988 : Panics (Bad Dreams) de Andrew Fleming : Cynthia
- 1988 : À la vie à la mort (Permanent Record) de Marisa Silver : Lauren
- 1988 : Blueberry Hill de Robbe De Hert : Ellie Dane
- 1991 : Dernières Volontés (Too Much Sun) de Robert Downey Sr. : Gracia
- 1991 : The Doors de Oliver Stone : Edie
- 1991 : Wrong Way (en) (Delusion) de Carl Colpaert : Patti
- 1992 : A Woman, Her Men, and Her Futon (en) de Michael Sibay : Helen
- 1993 : The Crush d'Alan Shapiro : Amy Maddik
- 1993 : Entre deux feux (Bitter Harvest) de Duane Clark (en) : Kelly Ann Welsh
- 1994 : The Coriolis Effect (en) (court métrage) de Louis Venosta : Ruby
- 1994 : Ewangelia wedlug Harry'ego de Lech Majewski : Karen
- 1994 : Playmaker (en) de Yuri Zeltser : Jamie Harris
- 1994 : Le Scorpion rouge 2 (en) (Red Scorpion 2) de Michael Kennedy : Sam Guiness
- 1994 : Kisses in the Dark de Louis Venosta : Terry
- 1994 : Innocents et coupables (en) (Saints and Sinners) de Paul Mones : Eva
- 1994 : Deceptions II: Edge of Deception (en) de George Mihalka : Irene Stadler
- 1994 : Stranger by Night (en) de Gregory Dark (en) : Dre Anne Richmond
- 1995 : Planète hurlante (Screamers) de Christian Duguay : Jessica Hanson
- 1996 : Little Witches (en) de Jane Simpson : Sister Sherilyn
- 1997 : Loved (en) de Erin Dignam : Debra Gill
- 1997 : Plump Fiction de Bob Koherr : Kandi Kane
- 1997 : Zone parallèle (Last Lives) de Worth Keeter : Adrienne
- 1999 : Road Kill (en) de Matthew Leutwyler : Blue
- 1999 : Deal of a Lifetime (en) de Paul Levine : Tina
- 2000 : Bel Air de Christopher Coppola : Sara
- 2000 : Sanctimony de Uwe Boll : Dorothy Smith
- 2000 : Fatal Conflict de Lloyd A. Simandl : Carla Nash
- 2001 : Reunion de Leif Tilden et Mark Poppi : Jeanie
- 2001 : Games of Rome : Les jeux de l'Empire (en) (Amazons and Gladiators) de Zachary Weintraub : Ione
- 2002 : Cruel Game de Masashi Nagadoi : Dre Valdes
- 2009 : Transmorphers: Fall of Man de Scott Wheeler : Dre Jo Summers
- 2014 : IIUntold de Gina M. Garcia : Dre Paula Bellman
- 2021 : Untold: This Is My Story de  Gina M. Garcia : Paula
- 2021 : Your'ez Melting! de James Balsamo : Dre Samantha Walsh

#### Télévision

##### Séries télévisées
- 1987 : La Cinquième Dimension (The Twilight Zone) : Amy Hawkline (saison 2, épisode 11)
- 1989 : Deux Flics à Miami (Miami Vice) : Claire (saison 5, épisode 20)
- 1992 : Les Contes de la crypte (Tales from the Crypt) : Druscilla (saison 4, épisode 5)
- 1997 : Au-delà du réel : L'aventure continue (The Outer Limits) : Rose Ciotti (saison 3, épisode 2)

##### Téléfilms
- 1991 : Beauté fatale (Drop Dead Gorgeous) de Paul Lynch : Allie Holton
- 1992 : Tension mortelle (en) (The Fear Inside) de Leon Ichaso : Jane Caswell
- 1993 : Full Eclipse de Anthony Hickox : Helen
- 1995 : Beauté interdite (The Wasp Woman) de Jim Wynorski : Janice
- 1997 : Spirales de l'enfer (en) (Twists of Terror) de Douglas Jackson : Amy
- 2001 : Lawless: Beyond Justice de Geoffrey Cawthorn : Lana Vitale
- 2001 : Falcon Down de Phillip J. Roth : Sharon Williams
- 2006 : Dreamweaver de Candance Gosch : Nighty Night
- 2013 : La mine de l'angoisse (en) (Heebie Jeebies) de Thomas L. Callaway (en) : Eve Moore

### Productrice
- 1999 : Road Kill (en) de Matthew Leutwyler